# Marsaglia
Marsaglia är en ort och kommun i provinsen Cuneo i regionen Piemonte i Italien. Kommunen hade 222 invånare (2018).